# Syllepte xanthothorax
Syllepte xanthothorax là một loài bướm đêm trong họ Crambidae.